# Copa Adrián C. Escobar

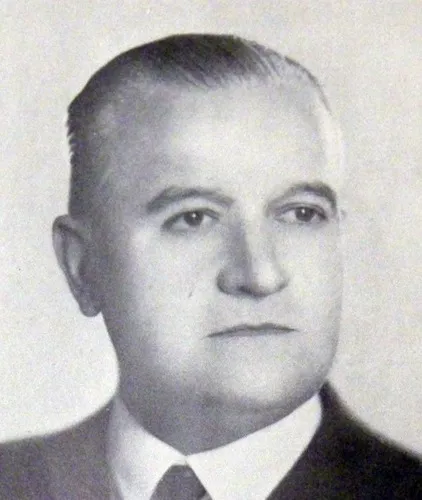
Adrián C. Escobar, diplomático, político y dirigente deportivo argentino, de quien la copa tomó el nombre.

La Copa Adrián C. Escobar, más conocida como Copa Escobar, fue un torneo de fútbol oficial entre clubes de Argentina organizado por la Asociación del Fútbol Argentino entre 1939 y 1949.
El nombre de la competencia obedeció a la donación del trofeo por parte del Dr. Adrián César Escobar, presidente de AFA en 1939, año en que se creó el certamen.
Se disputaba en forma de heptagonal, a través de un sistema de eliminación directa, y era conformada por los siete primeros equipos de la tabla de posiciones del torneo oficial de Primera División en curso.
La competencia tuvo una particularidad única, no reeditada en otras copas: los partidos se disputaban en dos tiempos de 20 minutos y, en caso de empate, clasificaba a la siguiente fase el equipo con mayor cantidad de tiros de esquina a favor. El torneo se disputaba en un solo fin de semana, y el campeón podía llegar a disputar tres encuentros en un mismo día. 
Otra curiosidad fue que la AFA contrató a algunos árbitros ingleses para su disputa.

## Última edición
La séptima y última edición se disputó en las canchas de Huracán e Independiente. El ganador fue Newell's Old Boys, quien venció a Racing Club por tiros de esquina a favor (4-2) tras igualar 2-2 en el tiempo reglamentario.

## Historial
| Año  | Campeón                     | Resultado                   | Subcampeón  |
| ---- | --------------------------- | --------------------------- | ----------- |
| 1939 | Independiente               | 0 - 0 (córneres: 1-1) 2 - 0 | San Lorenzo |
| 1941 | River Plate                 | 1 - 0                       | Huracán     |
| 1942 | Huracán                     | 2 - 0                       | River Plate |
| 1943 | Huracán                     | 0 - 0 (córneres: 4-1)       | Platense    |
| 1944 | Estudiantes (LP)            | 1 - 0                       | San Lorenzo |
| 1946 | No hubo ganador del torneo. | (Solo se jugó la 1ª fase.)  |             |
| 1949 | Newell's Old Boys           | 2 - 2 (córneres: 4-2)       | Racing Club |

## Palmarés
| Equipo            | Títulos | Subcampeón | Años campeón | Años subcampeón |
| ----------------- | ------- | ---------- | ------------ | --------------- |
| Huracán           | 2       | 1          | 1942, 1943   | 1941            |
| River Plate       | 1       | 1          | 1941         | 1942            |
| Independiente     | 1       | 0          | 1939         |                 |
| Estudiantes (LP)  | 1       | 0          | 1944         |                 |
| Newell's Old Boys | 1       | 0          | 1949         |                 |
| San Lorenzo       | 0       | 2          | -            | 1939, 1944      |
| Platense          | 0       | 1          | -            | 1943            |
| Racing Club       | 0       | 1          | -            | 1949            |

## Goleadores
Fuente:
| Año  | Jugador         | Goles | Club              |
| ---- | --------------- | ----- | ----------------- |
| 1941 | Rinaldo Martino | 2     | San Lorenzo       |
| 1941 | Ángel Labruna   | 2     | River Plate       |
| 1942 | Alfredo Borgnia | 2     | San Lorenzo       |
| 1944 | Ricardo Infante | 2     | Estudiantes LP    |
| 1949 | Elio Montaño    | 2     | Newell's Old Boys |
| 1949 | Roque Olsen     | 2     | Racing Club       |